# Celso Mancini
Celso Mancini (1542–1612) foi um prelado católico romano que serviu como Bispo de Alessano (1597–1612).

## Biografia
Celso Mancini nasceu em 1542. A 14 de abril de 1597, foi nomeado Bispo de Alessano durante o papado de Clemente VIII. Serviu como Bispo de Alessano até à sua morte em 1612.